# Sithon westermanni
Sithon westermanni is een vlinder uit de familie van de Lycaenidae. De wetenschappelijke naam van de soort werd voor het eerst geldig gepubliceerd in 1865 door Felder & Felder.